# Distrikt Estique Pampa
Der Distrikt Estique Pampa liegt in der Provinz Tarata in der Region Tacna in Südwest-Peru. Der Distrikt wurde am 12. Januar 1956 gegründet. Er besitzt eine Fläche von 148 km². Beim Zensus 2017 wurden 175 Einwohner gezählt. Im Jahr 1993 lag die Einwohnerzahl bei 154, im Jahr 2007 bei 412. Die Distriktverwaltung befindet sich in der 3050 m hoch gelegenen Ortschaft Estique Pampa mit 172 Einwohnern (Stand 2017). Estique Pampa befindet sich 7 km südlich der Provinzhauptstadt Tarata.

## Geographische Lage
Der Distrikt Estique Pampa liegt an der Südflanke der Cordillera Volcánica im Südosten der Provinz Tarata. Der Río Sayllana, linker Nebenfluss des Río Sama, verläuft entlang der nordöstlichen Distriktgrenze nach Westen.
Der Distrikt Estique Pampa grenzt im Nordwesten an den Distrikt Héroes Albarracín, im Nordosten an den Distrikt Tarucachi, im Osten an den Distrikt Estique sowie im Südwesten und im Westen an die Distrikte Alto de la Alianza und Inclán (beide in der Provinz Tacna).